# RS Ophiuchi
RS Ophiuchi  (kurz RS Oph) ist eine rekurrierende (wiederkehrende) Nova im Sternbild Schlangenträger. In den normalen Phasen hat sie eine scheinbare Helligkeit von 12,5 mag. In den Jahren 1898, 1933, 1958, 1967, 1985, 2006 und August 2021 erfolgten Helligkeitausbrüche bis auf 4,5 mag.
RS Ophiuchi gehört zu den symbiotischen Sternen, das heißt, es handelt sich um ein Doppelsternsystem aus einem Weißen Zwerg und einem Roten Riesen, die sich in einem Abstand von nur 1,48 AE umkreisen. Der Weiße Zwerg sammelt dabei Materie vom Roten Riesen ein. Nach im Mittel etwa 15 Jahren hat sich genug Materie angesammelt, um unter der starken Gravitation des Weißen Zwergs eine thermonukleare Explosion auszulösen. Das Objekt leuchtet dann in einem breiten Spektralbereich für mehrere Tage auf.

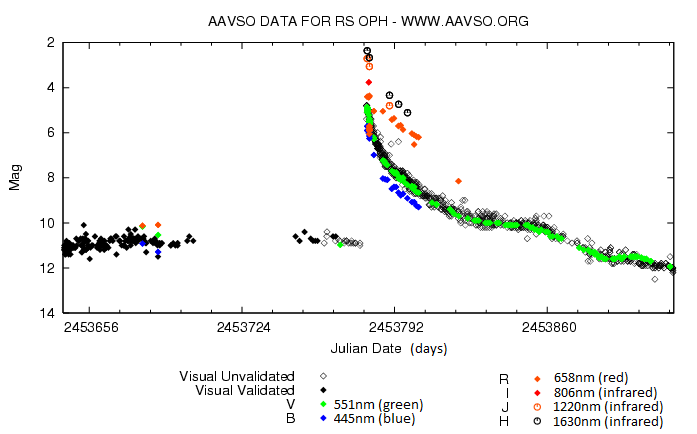
In verschiedenen Wellenlängen beobachteter Helligkeitsverlauf der Eruption von 2006

Materie wird stark beschleunigt. Insbesondere Protonen werden derart schnell (nahe Lichtgeschwindigkeit), dass durch Kollisionen Gammastrahlung mit sehr hohen Quantenenergien entsteht. Die Protonen sind ihrerseits Bestandteil der Kosmischen Strahlung. Die MAGIC-Teleskope haben indirekt Gammastrahlung bei 60…250 GeV aufgezeichnet, die von Vorgängen aus der letzten Eruption im August 2021 stammt.
Der Namensteil „RS“ folgt den Regeln zur Benennung veränderlicher Sterne und besagt, dass RS Ophiuchi der elfte veränderliche Stern ist, der im Sternbild Schlangenträger (lateinisch Ophiuchus) entdeckt wurde.